# Champagne (Nuova Aquitania)
Champagne è un comune francese di 662 abitanti situato nel dipartimento della Charente Marittima nella regione della Nuova Aquitania.

## Società

### Evoluzione demografica
Abitanti censiti